# Citroën Typ A
Der Citroën Typ A war das erste Automobil des Autoherstellers Citroën.

## Beschreibung
Der Citroën Typ A wurde von 1919 bis 1921 in Paris gebaut. Er erreichte in dieser Zeit eine Produktionszahl von 24.093 Exemplaren. Während des Ersten Weltkrieges hatte Citroën Artilleriegranaten hergestellt. Bereits 1917 gab André Citroën den Auftrag an Jules Salomon zur Entwicklung eines leichten Mittelklassewagens.
Unter der Bezeichnung Typ A 10 HP (bzw. CV, wie die Steuerbezeichnung in Frankreich lautet) hatte der wassergekühlte Vierzylindermotor 1327 cm³ Hubraum mit 65 mm Bohrung und 100 mm Hub und erreichte  eine Leistung von 18 PS bei 2100/min. Das Getriebe hatte 3 Gänge. Seine Höchstgeschwindigkeit betrug 65 km/h bei einem Gewicht von wenig mehr als 800 kg. Die Bereifung hatte die Größe 710 × 90. Der Tankinhalt hatte eine Kapazität von 25 Liter. Der Verbrauch lag bei etwa 7,5 Liter pro 100 km. Der Radstand beim kurzen Chassis lag bei 2550 mm mit einer Spurweite von 1190 mm.
Im Einführungsjahr kostete der Typ A in der Normalausführung 7950 Francs. Bereits ein Jahr später wurde der Verkaufspreis auf 12.500 Francs heraufgesetzt.
Mit dem Ziel, 100 Fahrzeuge am Tag zu bauen, wurde Citroën Anfang der 1920er Jahre der erste europäische Großserienhersteller.

## Einstufung im französischen Steuer- und Versicherungssystem
Der Wagen war ein 10 CV und wurde als solcher mit der damals noch üblicheren englischen Bezeichnung 'Horsepower' als 10 HP beworben.